# النمسا الداخلية

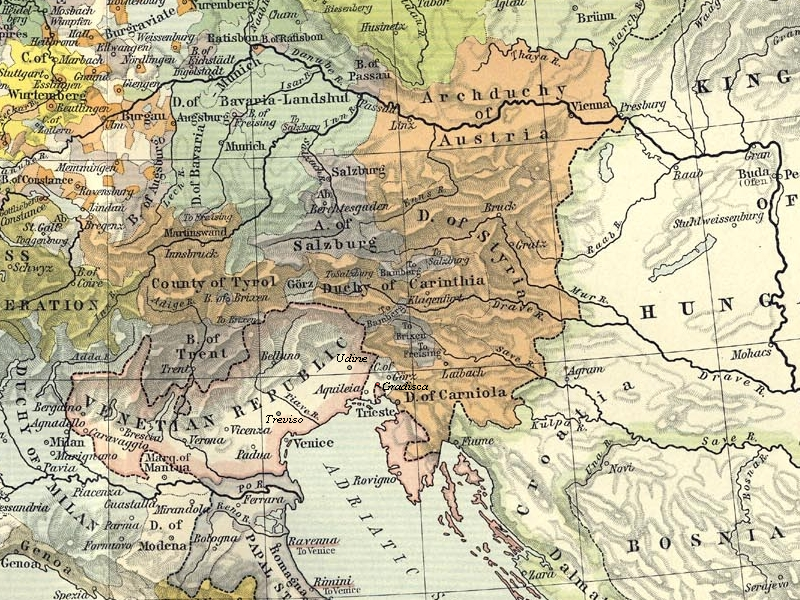
النمسا الداخلية

النمسا الداخلية : Inner Austria هو اصطلاح كان يستخدم في بداية القرن الرابع عشر إلى بداية القرن السابع عشر ويرمز إلى دوقيات ستيريا،كارينثيا كارنيولا , كارنيولا السفلى،محافظة غوريزيا، مدينة تريستي ومدينة غراز وهو محل إقامة دوق النمسا الداخلية.

## تاريخها
بعد وفاة دوق النمسا رودولف الرابع عام 1365 حصل خلاف بين أخوية الأصغر سنا ألبرت الثالث ولبوبولد الثالث على الميراث الإقطاعي ولم يتم حسمه إلا من خلال معاهدة نيوبيرغ عام 1379 حيث حصل ألبرت الثالث من خط الالبرتيين على النمسا السفلى والنمسا العليا، بينما حصل ليوبولد الثالث من خط الليوبولدينيان على النمسا الداخلية المكونة من ستيريا،كارينثيا، كارنيولا ، وتايرول.
بعد وفاة ألبرت ومن بعده ليوبولد حصلت انقسامات كثيرة وإعادة توزيع للمقاطعات بين أحفادهم، حيث كان كلما استلم دوق جديد مكان آخر تنشب بينهم النزاعات ومن ثم يتم إعادة تقسيم الإقطاعيات من جديد.

## حكام النمسا الداخلية
خط ليوبولينيان Leopoldinian line
1- ليوبولد الثالث (1379-1386)
2- وليم ابن ليوبولد الثالث (1386 - 1406 )
3- ارنست الحديدي أخ وليم (1406 – 1424 )
4- فريدريك الثالث ابن ارنست الحديدي مشاركة مع أخيه ألبرت الخامس (1424 – 1463 )
خط النمسا الداخلية Inner Austrian line
1-شارل الثاني (1564 – 1590 )
2- فرديناند الثاني ابن شارل الثاني (1590 – 1619 )